# Clara Vischer-Blaaser
Clara Maria Vischer-Blaaser (De Rijp, 28 juli 1894 – Amsterdam, 20 juli 1972) was een Nederlands actrice.

## Levensloop
Vischer-Blaaser werd geboren als dochter van toneelspeler J.D. Blaaser en zus van Beppie Nooij. Zij maakte haar filmdebuut in 1930 in Zeemansvrouwen en wordt het best herinnerd voor haar bijrollen in verscheidene Jordaanfilms in de jaren 30, waaronder Bleeke Bet (1934) en Op hoop van zegen (1934). Ze trouwde met acteur Jo Vischer en kreeg met hem een zoon, Jo Vischer jr. (1924-2009). Hij trad in de voetsporen van zijn ouders en werd ook acteur.
Vischer-Blaaser stierf enkele dagen voor haar 78e verjaardag. Ze was toentertijd al zes jaar weduwe. Vischer-Blaaser werd begraven op begraafplaats Zorgvlied. Ze werd vereeuwigd met een portret, dat werd geschilderd door Han van Meegeren.